# Olga und Tatjana Gennadijewna Jukina
Olga Gennadijewna Jukina (russisch Ольга Геннадиевна Юкина; * 23. Oktober 1953 in Moskau, RSFSR, UdSSR; † 29. Januar 2005 ebenda, Russische Föderation) und Tatjana Gennadijewna Jukina (russisch Татьяна Геннадиевна Юкина; * 23. Oktober 1953 in Moskau, RSFSR, UdSSR; † 31. März 2011 ebenda, Russische Föderation) waren ein sowjetisches Zwillingspaar, das als Kinderdarstellerinnen in zwei Märchenfilmen von Alexander Rou auftrat.

## Leben
Die Schwestern spielten in Im Königreich der Zauberspiegel aus dem Jahr 1963 die Hauptrollen, wobei Tatjana als Ajlo das lebendige Spiegelbild der als Olja auftretenden Olga verkörperte. Die Zwillinge wurden noch Jahrzehnte später in Russland mit ihren Filmcharakteren identifiziert. Im darauf folgenden Jahr waren sie noch einmal in einer kleinen Nebenrolle als Pilzsammlerinnen in Abenteuer im Zauberwald zu sehen, wo sie vor dem in einen Bären verwandelten Iwanuschka, verkörpert von Eduard Isotow, fliehen. Auf Drängen ihrer Mutter Maria Iwanowna Jukina (1931–1993) beendeten beide danach ihre kurze Filmlaufbahn.
Nach dem Abschluss an der 337. Schule in der Wolgograder Straße absolvierten die Schwestern eine Ausbildung im Bereich Maschinentechnik, arbeiteten zeitweise für Intourist und ab 1995 für die Russische Armee.
Olga war mit Wiktor Lamonow verheiratet und hatte mit ihm einen Sohn namens Maxim. Beide ließen sich später scheiden. Tatjana war bis zu ihrem Tod mit dem Chauffeur Alexander Samolodtschikow verheiratet, aus der Ehe ging ihre Tochter Julia hervor. Die Schwestern blieben zeit ihres Lebens eng miteinander verbunden und sprachen auch „häufig von wir anstelle von ich“ („чаще говорили мы вместо я“).
Olga starb 51-jährig im Januar 2005 und wurde auf dem Pokrowskojer Friedhof, Abschnitt 12, in Moskau beigesetzt.  Dort fand auch Tatjana sechs Jahre später neben ihrer Schwester und weiteren Verwandten die letzte Ruhe.

## Filmografie
- 1963: Im Königreich der Zauberspiegel (Korolewstwo kriwych serkal)
- 1964: Abenteuer im Zauberwald (Morosko)